# Гіпотеза вхідного матеріалу
Вхідна гіпотеза , також відома як модель моніторингу , — це група з п'яти гіпотез щодо засвоєння другої мови, розроблених лінгвістом Стівеном Крашеном у 1970-х та 1980-х роках. Крашен спочатку сформулював вхідну гіпотезу як одну з п'яти гіпотез, але з часом цей термін став позначення п'яти гіпотез як групи. Ці гіпотези — це вхідна гіпотеза, гіпотеза засвоєння-навчання, гіпотеза моніторингу, гіпотеза природного порядку та гіпотеза афективного фільтра. Вхідна гіпотеза була вперше опублікована в 1977 році.
Гіпотези надають першочергового значення зрозумілому вхідному сигналу, з яким стикаються учні, що вивчають мову. Розуміння усного та письмового мовного вхідного сигналу розглядається як єдиний механізм, який призводить до підвищення базової лінгвістичної компетенції, а мовний вивід не впливає на здібності учнів. Крім того, Крашен стверджував, що лінгвістична компетенція розвивається лише тоді, коли мова засвоюється підсвідомо, і що свідоме навчання не може бути використане як джерело спонтанного мовного виробництва. Нарешті, вважається, що навчання сильно залежить від настрою учня, причому навчання погіршується, якщо учень перебуває у стресі або не хоче вивчати мову.
Гіпотези Крашена мали вплив на мовну освіту, особливо у Сполучених Штатах, але зазнали критики з боку деяких науковців. Дві основні критики стверджують, що гіпотези не підлягають перевірці та що вони припускають певний ступінь розмежування між засвоєнням та навчанням , існування якого не було доведено.